# Краймер, Альберт
Альберт Краймер (чеш. Albert Krajmer; 23 апреля 1933, Дольни-Огай, Нове-Замки — 10 февраля 2014, Братислава) — чехословацкий гребец, выступавший за сборную Чехословакии по академической гребле в середине 1950-х годов. Обладатель серебряной и бронзовой медалей чемпионатов Европы, победитель и призёр первенств национального значения, участник летних Олимпийских игр в Мельбурне.

## Биография
Альберт Краймер родился 23 апреля 1933 года в деревне Долны-Огай, Чехословакия.
Впервые заявил о себе в академической гребле на международном уровне в сезоне 1955 года, когда вошёл в состав чехословацкой национальной сборной и побывал на чемпионате Европы в Генте, откуда привёз награду серебряного достоинства, выигранную в зачёте парных двоек — уступил здесь только команде из Советского Союза.
В 1956 году в той же дисциплине взял бронзу на чемпионате Европы в Бледе. Благодаря череде удачных выступлений удостоился права защищать честь страны на летних Олимпийских играх в Мельбурне — в двойках вместе с напарником Франтишеком Райхом занял последнее четвёртое место на предварительном квалификационном этапе и в дополнительном отборочном заезде так же стал последним — тем самым пройти в финальную стадию регаты не смог.
После мельбурнской Олимпиады Краймер больше не показывал сколько-нибудь значимых результатов в академической гребле на международной арене.
Умер 10 февраля 2014 года в Братиславе в возрасте 80 лет.